# Решетов, Алексей Михайлович
Алексе́й Миха́йлович Ре́шетов (23 марта 1921, д. Мыканино ныне Истринского района Московской области — 26 февраля 2001, Москва) — лётчик-истребитель, Герой Советского Союза (1 мая 1943), полковник (1956), военный лётчик 1-го класса (1960).

## Биография
Родился 23 марта 1921 года в деревне Мыканино ныне Истринского района Московской области. Русский. В 1936 году окончил семь классов школы. Работал на обувной фабрике в Москве. В 1938 году окончил аэроклуб Бауманского района города Москвы.
В армии с декабря 1938 года. В апреле 1940 года окончил Борисоглебскую военную авиационную школу пилотов. Служил младшим лётчиком в 116-м истребительном авиационном полку (в Среднеазиатском военном округе). С апреля 1941 года — курсант Конотопского военного авиационного училища лётчиков. С 28 июня 1941 года — пилот отдельного истребительного авиаотряда ПВО города Харькова. На истребителе И-153 нёс боевые дежурства по охране неба города. В июле 1941 года авиаотряд влился в 6-й истребительный авиационный полк.
Участник Великой Отечественной войны: в июле 1941-июне 1942 года — лётчик 6-го истребительного авиационного полка. Участвовал в оборонительных сражениях Юго-Западного фронта. С мая 1942 года — командир звена, заместитель командира и командир авиаэскадрильи 273-го истребительного авиационного полка (с ноября 1942 года — 31-го гвардейского). Воевал на Юго-Западном, Сталинградском, Южном и 4-м Украинских фронтах. В июне 1942 года его самолёт был подбит в районе города Валуйки (Харьковская область). Смог довести самолёт до своей территории, при вынужденной посадке получил тяжёлое ранение лица. Был направлен в госпиталь. Сбежав из санитарного поезда, вернулся в свой полк. Участвовал в Сталинградской битве и Ростовской операции.
К февралю 1943 года совершил 432 боевых вылета, провёл более 100 воздушных боёв, в которых сбил лично 11 и в составе группы 8 самолётов противника. 12 августа 1942 года по личному приказу командующего 8-й воздушной армией Т. Т. Хрюкина во главе четвёрки истребителей Як-1 вылетел на поиски нашего окружённого воинского соединения. Несмотря на мощное противодействие зенитной артиллерии и истребительной авиации противника, сумел разыскать окружённые войска и сбросить им вымпел с приказом, после чего благополучно вернулся на свой аэродром.
За мужество и героизм, проявленные в боях, указом Президиума Верховного Совета СССР от 1 мая 1943 года капитану Решетову Алексею Михайловичу присвоено звание Героя Советского Союза с вручением ордена Ленина и медали «Золотая Звезда».
Затем участвовал в Миусской, Донбасской, Мелитопольской, Никопольско-Криворожской и Крымской операциях. После освобождения Крыма полк был переброшен на 1-й Украинский фронт, где участвовал в Львовско-Сандомирской операции. После этого сражался в составе 2-го Украинского фронта. Участвовал в Дебреценской, Будапештской, Венской и Пражской операциях.
Всего за время войны совершил 821 боевой вылет на истребителях И-153, Як-1, Як-7, Як-9 и Як-3, провёл более 200 воздушных боев, в которых сбил лично 22 и в составе группы 11 самолётов противника. В последнем наградном листе А. М. Решетова указано, что он одержал 25 личных побед.
После войны до октября 1949 года продолжал службу в родном полку (в Одесском военном округе) на должности штурмана полка. В 1954 году окончил Военно-воздушную академию (Монино). Служил заместителем командира 347-го истребительного авиационного полка по лётной подготовке (в Прибалтийском военном округе), с 1955 года — командиром 298-го истребительного авиационного полка (в Прибалтийском военном округе). В 1958 году переведён в Киевский военный округ на должность командира 11-го гвардейского истребительного авиационного полка. В 1961—1964 годах — командир 701-го учебного авиационного полка Черниговского военного авиационного училища. С марта 1964 года полковник А. М. Решетов — в запасе.
Жил в Москве. Работал на московском заводе «Наука» в качестве инженера-нормоконтролера по разработке, обслуживанию и строению самолётов Ту-133, Ту-134, Ту-154.
Умер 26 февраля 2001 года. Похоронен на Митинском кладбище в Москве.

## Награды и звания
- Герой Советского Союза (1.05.1943);
- орден Ленина (1.05.1943);
- два ордена Красного Знамени (17.06.1942, 22.09.1942);
- орден Суворова 3-й степени (16.04.1945);
- орден Александра Невского (3.05.1944);
- два ордена Отечественной войны 1-й степени (6.11.1943, 11.03.1985);
- три ордена Красной Звезды (9.12.1941, 13.06.1945, 5.11.1954);
- медали.